# 劉因
劉 因（りゅう いん、1249年 - 1293年）は、中国の元代の学者。出生の前夜に父の劉述が一人の子供を載せた馬を神人が連れてくる夢を見たところから、「駰」と名づけられ、字を夢驥といったが、後に名を因、字を夢吉と改めた。諡は文靖。雄州容城県の出身。

## 生涯
幼時から天性が優れ、3歳で字を識別して読んだものをすぐに暗誦し6歳で詩を写し取り7歳で文を作ったという。至元19年（1282年）に承徳郎・右賛善大夫となったが、まもなく母が病気となったため辞任して故郷に帰った。至元28年（1291年）に集賢学士・嘉議大夫に任命されたが自分が病気がちであるのを理由に固辞し、至元30年（1293年）4月に没する。延祐年間に翰林学士を贈られ、容城郡公に追封された。
その人柄は清廉で、貧しい中で子弟を教える生活に甘んじ、諸葛孔明の「静以修身」の語を愛し、住居を「静修」と名づけたほどだった。クビライの招聘に結局は応ぜず、友人の許衡が応じたことにも反対した。劉因を訪問した許衡が、自分が元朝に仕えることについて「かくの如くなければ、道行われず」と説いたのに対し、劉因は自分の拒絶の理由を「かくの如くなければ、道尊からず」と答えたという。

## 著書
- 『四書精要』30巻
- 『丁亥集』5巻の詩集

その他、死後に門弟が編纂した文集『静修集』と『小学四書語録』がある。劉因の詩は北方に伝えられた朱子学の影響で、時として理屈っぽいが、骨格があるという
。
| 村居雑詩   |                              |
| 隣翁走相報 | 隣の翁は走りて報せぬ         |
| 隔窓呼我起 | 我に起きよと窓を隔てて呼びぬ |
| 数日不見山 | 数日も山を見ねども           |
| 今朝翠如洗 | 今朝は翠洗いし如きなり       |